# Lomar e Arcos
Lomar e Arcos (oficialmente: União das Freguesias de Lomar e Arcos) é uma freguesia portuguesa do município de Braga, com 4,02 km² de área e 7265 habitantes (censo de 2021). A sua densidade populacional é 1 807,2 hab./km².

## História
Foi constituída em 2013, no âmbito de uma reforma administrativa nacional, pela agregação das antigas freguesias de Lomar e Arcos e tem a sede em Lomar.

## Demografia
A população registada nos censos foi:
| Distribuição da População por Grupos Etários | Distribuição da População por Grupos Etários | Distribuição da População por Grupos Etários | Distribuição da População por Grupos Etários | Distribuição da População por Grupos Etários | Distribuição da População por Grupos Etários |
| -------------------------------------------- | -------------------------------------------- | -------------------------------------------- | -------------------------------------------- | -------------------------------------------- | -------------------------------------------- |
| Antes da agregação                           |                                              |                                              |                                              |                                              |                                              |
| Ano                                          | 0-14 anos                                    | 15-24 anos                                   | 25-64 anos                                   | >= 65 anos                                   | Total                                        |
| 2001                                         | 1308                                         | 982                                          | 3519                                         | 468                                          | 6277                                         |
| 2011                                         | 1213                                         | 855                                          | 4064                                         | 673                                          | 6805                                         |
| Após a agregação                             |                                              |                                              |                                              |                                              |                                              |
| Ano                                          | 0-14 anos                                    | 15-24 anos                                   | 25-64 anos                                   | >= 65 anos                                   | Total                                        |
| 2021                                         | 987                                          | 926                                          | 4240                                         | 1112                                         | 7265                                         |